# Neumonía atípica
La neumonía atípica o neumonía errante se refiere a la neumonía que no es causada por las bacterias y otros patógenos tradicionales. Actualmente el término neumonía atípica tiene mayor relación con la diferencia clínica existente en comparación con la neumonía clásica.
Las cinco bacterias que más frecuentemente causan esta patología son, en orden de mayor a menor frecuencia: Mycoplasma pneumoniae, Coxiella burnetti, Legionela pneumophila, Chlamydia pneumoniae y Chlamydia psitacci.
- La neumonía atípica debido a Legionela sp representa del 2 al 6 % de las neumonías y tiene una tasa de mortalidad más alta. Los adultos mayores, los fumadores y las personas que padecen enfermedades crónicas y tienen sistemas inmunes debilitados se encuentran en un riesgo mayor para este tipo de neumonía.

Por lo general se ve en personas de edad avanzada, fumadores y pacientes con enfermedades crónicas e inmunosuprimidos.
- La neumonía por micoplasma es un tipo de neumonía atípica y es causada por la bacteria M. pneumoniae. Este tipo de neumonía generalmente afecta a personas menores de 40 años.

- La neumonía que se debe a la bacteria relacionada con clamidia ocurre todo el año y representa del 5 al 15 % de todas las neumonías.

En 1981 el síndrome tóxico provocado en España por la ingestión de aceite de colza desnaturalizado fue diagnosticado en sus primeros momentos como un brote de neumonía atípica.

## Causas
La neumonía atípica es causada por microorganismos como: Legionella pneumophila, Mycoplasma pneumoniae, Chlamydophila pneumoniae y Coxiella burnetii. Aunque las neumonías atípicas comúnmente han sido asociadas en conjunto con formas de neumonías más leves, la neumonía causada por Legionella, en particular, puede ser muy grave y llevar a altas tasas de mortalidad.
Recientemente el virus SARS se clasificó como neumonía atípica mientras se acometían los trabajos de aislamiento del agente patógeno.
También a finales del mes de abril y principios de mayo del 2009 en México surgió un brote de una mutación de la Influenza Humana A H1N1, la cual afectó a la población y se diagnosticó que las muertes por este virus eran a causa de neumonía atípica.

## Síntomas y cuadro clínico
A diferencia del cuadro clásico de neumonía (fiebre, tos y dolor de puntada), la forma atípica tiene además una serie de patrones sensibles, pero poco específicos:
- Falta de respuesta a antibióticos comunes (b-lactámicos).
- Falta de síntomas de condensación pulmonar.
- Ausencia de leucocitosis.
- Síntomas extrapulmonares.
- Tos seca sin expectoración.
- Escaso exudado alveolar.